# Caballete

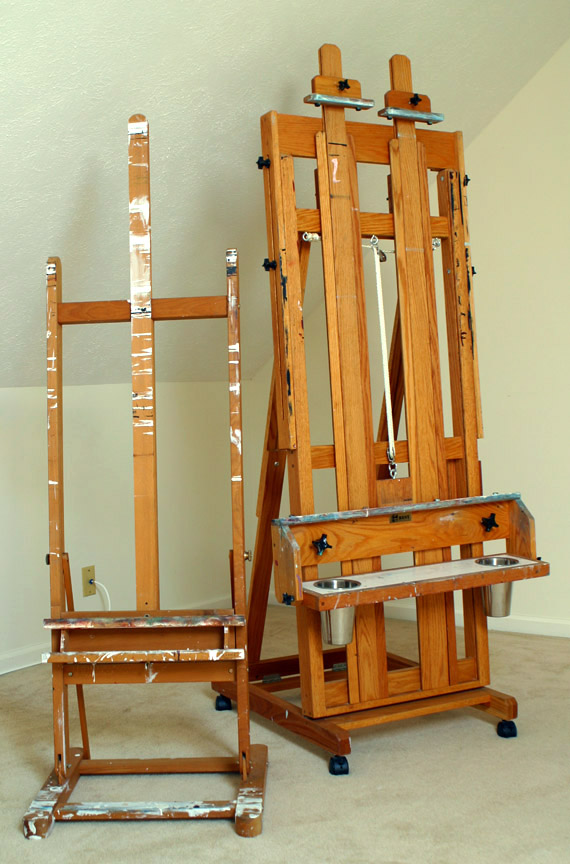
Dos ejemplos de caballete en 'H'

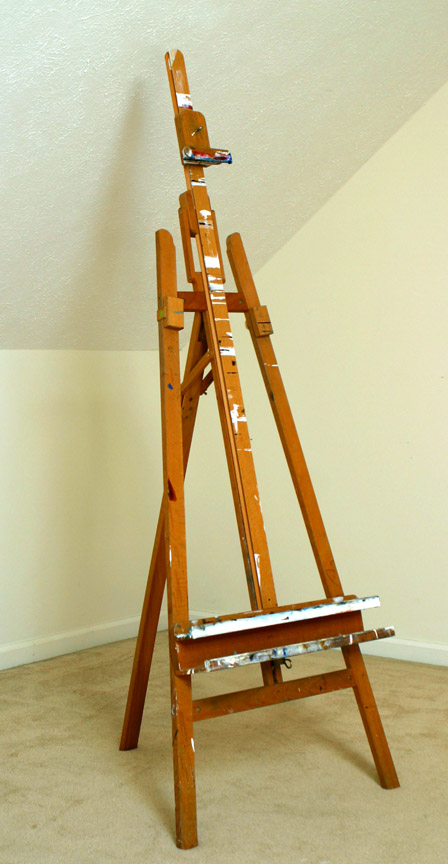
Ejemplo de caballete en trípode con mecanismo de inclinación

Un caballete es un mueble que constituye una ayuda vertical para exhibir o fijar algo que se apoya sobre él. En pintura se usa como soporte del lienzo o cuadro, mientras el artista está creando su obra o en el momento de exhibición, cuando los cuadros no están montados en la pared.
En las motocicletas el caballete forma parte de la moto y sirve para sostenerla cuando ésta se encuentra inmóvil.
Se sabe que los caballetes han estado en uso desde la época de los egipcios antiguos. En el siglo I, Plinio el Viejo hace referencia a un panel grande colocado sobre una base.
Se utiliza generalmente para soportar el lienzo o el libro grande de bocetos de un pintor mientras el artista está trabajando; o para exhibir una pintura terminada para la exposición. La forma más simple de caballete de un artista, un trípode, consiste en tres postes verticales unidos en un extremo. Un mecanismo giratorio permite que el poste central se aleje de los otros dos, formando un trípode. Los dos postes que no giran tienen una pieza horizontal sobre la que se pone el lienzo. Un modelo similar sirve para sostener una pizarra, una pantalla de proyección, un cartel, etc. Un caballete puede ser de altura total, diseñado para mantenerse por sí mismo en el piso. Los caballetes se construyen habitualmente de madera, de aluminio o acero.
Hay tres diseños comunes para los caballetes:
- Los caballetes de trípode se basan en tres patas. Las variaciones incluyen barras transversales para hacer la base más estable y un mecanismo independiente para permitir el ajuste vertical del plano de trabajo sin sacrificar la estabilidad de las tres patas de la base. Los hay desde los más sofisticados fabricados por famosas casas comerciales, hasta los caballetes hechos en casa de manera artesanal.
- Los caballetes con marco en H se basan en ángulos rectos. Todos los postes son generalmente paralelos a la base del caballete, que es rectangular. La porción principal del caballete consiste en dos postes verticales con la ayuda horizontal de una barra transversal, dando así lugar a la forma general de una H. Las variaciones incluyen adiciones que permiten que la verticalidad del caballete sea ajustable. Son los más estables y permiten una regulación máxima en altura.
- Los caballetes de sobremesa. Apropiados para pintar sentados, suelen ser modelos medianos o pequeños. Estos últimos sirven también de atril para exponer las obras.

Hay tres usos comunes para los caballetes:
- Los caballetes de estudio se emplean en el estudio del artista con la necesidad parcial del caballete de ser portátil. Los caballetes de estudio pueden ser simples en diseño o muy complejos incluyendo tornos, mástiles múltiples y ruedas. Los caballetes más grandes son caballetes de estudio con capacidad para apoyar pesos superiores a 200 libras y paneles más altos de 7 pies.
- Los caballetes de campo son portátiles y se usan para la creación del trabajo al aire libre (véase plenairismo). Estos caballetes son clasificados generalmente como medianos o pequeños, tienen patas telescópicas o plegables y se basan en el diseño del trípode. Las cajas caballete con patas incluyen un compartimento para almacenar convenientemente obras de arte junto con una manija o correas para poder llevar la caja francesa como un maletín.
- Los caballetes de exposición sirven para la exhibición de trabajos acabados. Estos caballetes tienden a ser muy simples en diseño con menos preocupación por la estabilidad que necesita un artista para el trabajo. Los caballetes de exhibición pueden variar de tamaño y robustez dependiendo del peso y del tamaño del objeto que se va a colocar sobre ellos.

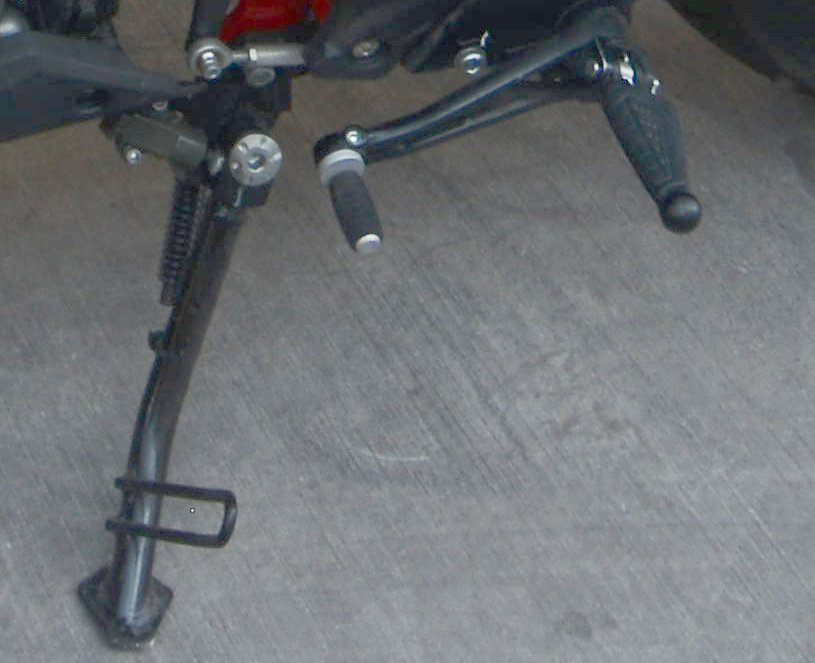
De izquierda a derecha, caballete, palanca de velocidades y estribo o posapiés del lado izquierdo de una motocicleta Benelli